# Geilo
Geilo är en tätort i Hols kommun i Buskerud fylke i Norge. Orten ligger vid Bergenbanan, där riksväg 7 möter fylkesväg 40.
Geilo är en vintersportort. Här arrangerades Paralympiska vinterspelen 1980 och tävlingar vid juniorvärldsmästerskapen i alpin skidsport 1991.

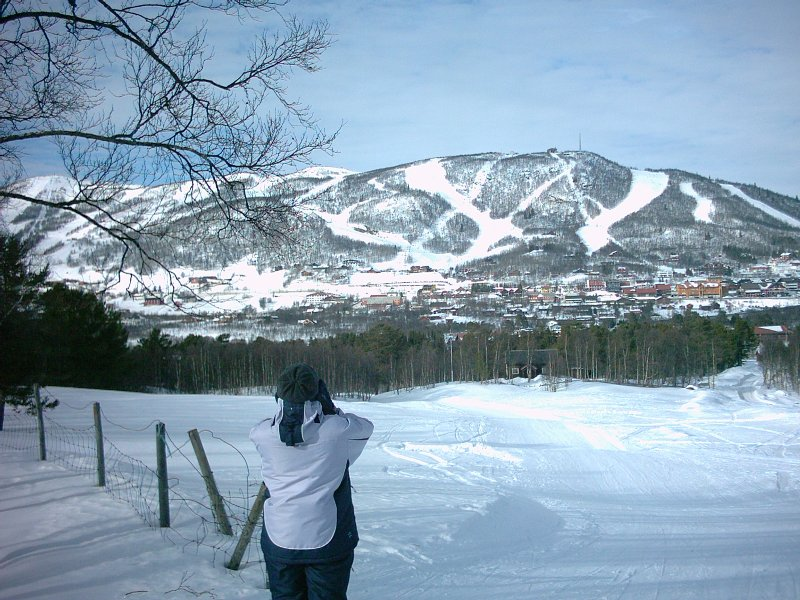
Geilo på vintern.

### Fotnoter
1. ↑  Tettsteders befolkning og areal (på norskt bokmål), Statistisk sentralbyrå, läs online.[källa från Wikidata]
2. ↑  Norgeskart.no
3. ↑  ”Norges hemliga skidorter”. Svenska dagbladet. 29 februari 2012. http://www.svd.se/norges-hemliga-skidorter. Läst 3 mars 2016.